# Nidälven (Tröndelag)

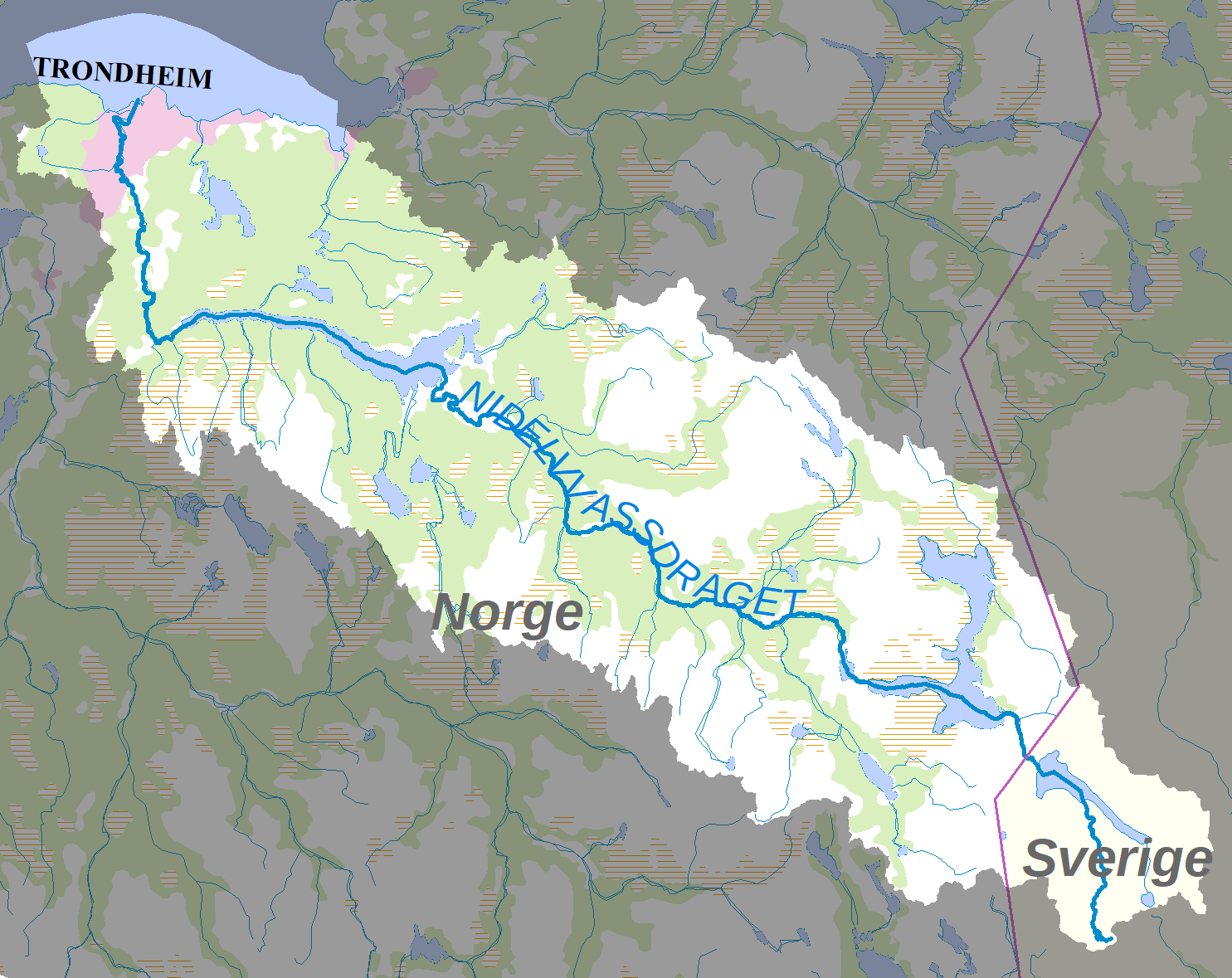
Karta över Nidälven. Det markerade området visar avrinningsområdet för älven.

Nidälven (norska: Nidelva) är en 30 km lång älv som rinner genom Trondheim i Norge. Den har in början i Selbusjøen, den största sjön utefter Nea-Nidelvvassdraget, där Nidälven är en del.

## Nea-Nidelvvassdraget
Nidälven är en del av Nea-Nidelvvassdraget som har en längd av cirka 160 km, ett totalt avrinningsområde på 3 178 km² och en medelvattenföring av 117 m³/s. Denna inleds med Nean på den svenska sidan av Skanderna, nära Sylarna. Nean avvattnar ett mindre område runt Nedalssjön i Jämtlands län, uppdämd av Sylsjödammen.